# Milltown (comté de Cavan)
Pour les articles homonymes, voir Milltown.
Milltown (irlandais : Baile an Mhuilinn, ville du moulin), autrefois Belnaleck est un village du comté de Cavan, en Irlande. 

## Géographie
Le village se trouve à 7 km de Killeshandra, près d'Ardan Lough et Drumlane Lough.
Sa renommée doit beaucoup au monastère de Drumlane et à sa tour du VIe siècle, situés au sud du village.
Milltown possède un hôtel-restaurant, le « Drumlane Bar ».

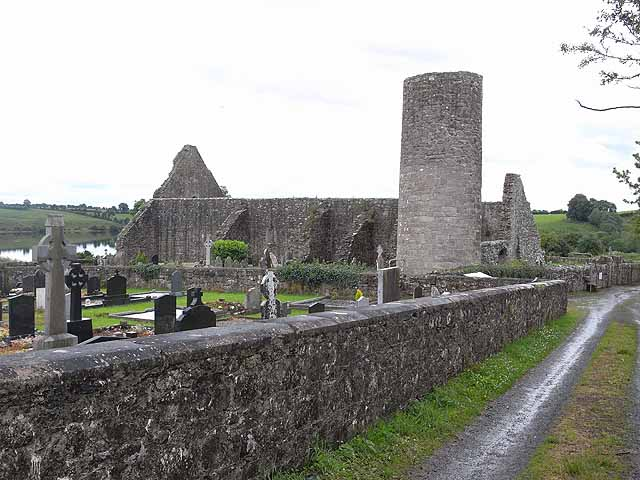
L'abbaye de Drumlane (ruines).
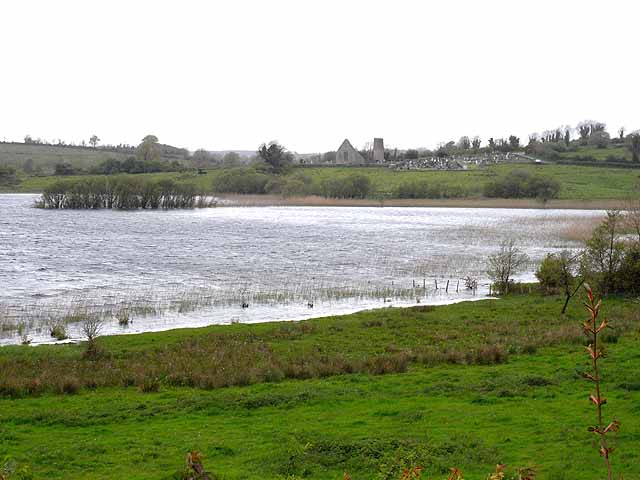
Derrybrick Lough, partie nord.
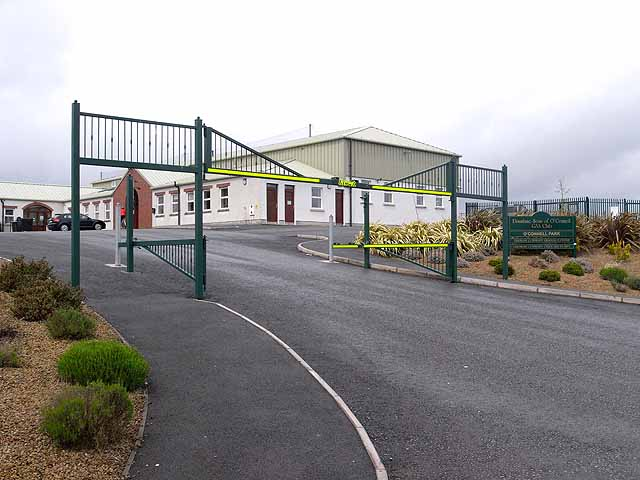
Centre communautaire.
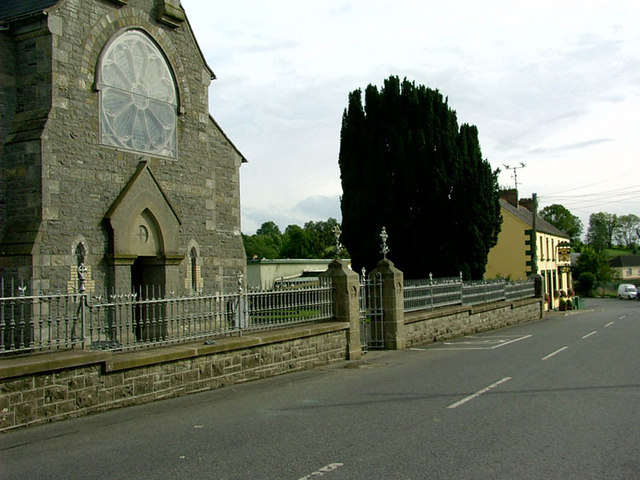
Drumlane Bar et l'église.

## Sports
Le club local de football gaélique GAA engage des équipes dans les catégories masculine, féminine et jeunes. Les équipements sont situés à proximité du village.